# Derris
Derris é um género botânico pertencente à família Fabaceae.

## Espécies aceitas
Espécies aceitas:
| - Derris acuminata - Derris alborubra - Derris albo-rubra - Derris amoena - Derris andamanica - Derris angulata - Derris balansae - Derris benthamii - Derris brevipes - Derris breviramosa - Derris canarensis - Derris caudata - Derris caudatilimba - Derris cavaleriei - Derris cebuensis - Derris confertiflora - Derris cuneifolia - Derris danauensis - Derris denudata - Derris elegans - Derris elliptica - Derris eriocarpa - Derris ferruginea - Derris fordii - Derris glauca - Derris hainanesis - Derris hainesiana | - Derris hancei - Derris harrowiana - Derris hedyosma - Derris henryi - Derris heyneana - Derris hylobia - Derris involuta - Derris kanjilalii - Derris kingdonwardii - Derris koolgibberah - Derris laotica - Derris latifolia - Derris laxiflora - Derris lianoides - Derris lushaiensis - Derris macrocarpa - Derris maingayana - Derris malaccensis - Derris marginata - Derris mariannensis - Derris microphylla - Derris microptera - Derris mindorensis - Derris montana - Derris monticola - Derris multiflora - Derris oblonga - Derris oblongifolia | - Derris oligosperma - Derris ovalifolia - Derris palmifolia - Derris parviflora - Derris philippinensis - Derris polyantha - Derris polyphylla - Derris pseudorobusta - Derris pubipetala - Derris reticulata - Derris robusta - Derris rubrocalyx - Derris rufescens - Derris scabricaulis - Derris scandens - Derris secunda - Derris seorsa - Derris steinbachii - Derris submontana - Derris sylvestris - Derris thorelii - Derris thothathrii - Derris tinghuensis - Derris tonkinensis - Derris trifoliata - Derris truncata - Derris utilis - Derris yappii - Derris yunnanensis - Derris zambalensis |